# 丁吉斯瓦约
丁吉斯瓦约（祖魯語發音：[diŋɡisʷaːjo]），（约1775年—约1816年），穆塞思瓦部落酋长。任内统一附近多个部落，扩大经济实力，进行军事改革。他提拔和重用恰卡，是南非祖鲁部落统一事业的先驱。

## 生平
丁吉斯瓦约父亲是穆塞思瓦部落的酋长。他早年和父亲争执，和兄弟计划推翻父亲被察觉，兄弟被杀，他侥幸逃生，改名丁吉斯瓦约（意为“流放之人”）游历各地。曾到过英属开普殖民地和葡属莫桑比克，认识到各部落要联合一体，才能对抗殖民者。丁吉斯瓦约返回部落后，发现兄长已任部落酋长，他于1805年左右杀兄夺位。
丁吉斯瓦约任内与莫桑比克的葡萄牙人商站进行象牙和皮革贸易，壮大经济实力；改组军队，进行严格的军事训练，最终统一了纳塔尔北部三十多部落，1812年他派恰卡将一些部落赶到布法罗河以北。1816年恰卡回到祖鲁地区争夺当地统治权，丁吉斯瓦约被恩德万德韦部落酋长兹威德诱杀。丁吉斯瓦约提拔并重用的恰卡继承了他的军事改革思路，逐步发展壮大，成为第一任祖鲁国王。